# Taleb Al-Abdulmohsen
Taleb Al-Abdulmohsen (5 november 1974) is een man uit Saoedi-Arabië die in december 2024 op een Kerstmarkt in Maagdenburg met zijn auto inreed op het winkelend publiek, hierbij kwamen zes mensen om het leven en raakten er tientallen gewond.

## Biografie
Al-Abdulmohsen werd geboren in 1974 in Saoedi-Arabië en was opgeleid tot psychiater. In 2006 kwam hij naar Duitsland.